# Beta del Burí
Beta del Burí (β Caeli) és la tercera estrella més brillant de la constel·lació del Burí amb magnitud aparent +5,04, després de α Caeli i γ¹ Caeli.
Beta Caeli és una estrella groga de la seqüència principal de tipus espectral F3V amb una temperatura efectiva de 6856 K. Curiosament és una estrella molt similar a α Caeli, encara que lleugerament menys calenta que aquesta. La seua lluminositat, 6,4 vegades major que la del Sol, i la seua grandària, amb un ràdio 1,7 vegades major que el ràdio solar, són lleugerament superiors als de α Caeli; no obstant això, la major distància que ens separa de Beta Caeli, 90 anys llum —un 36% més allunyada que α Caeli—, fa que la seua lluentor siga menor.